# 尼基塔·彼得罗维奇·帕宁
尼基塔·彼得罗维奇·帕宁伯爵（羅馬化：Graf Nikita Petrovich Panin；1770年4月17日—1837年3月1日）曾任俄罗斯帝国外交官、俄罗斯副总理、代理首相兼外交部长。他是尼基塔·伊万诺维奇·帕宁伯爵的侄子，彼得·伊万诺维奇·帕宁的儿子，弗拉基米尔·奥尔洛夫伯爵的女婿。

## 延伸阅读
- （俄語） Materials for the biography of Count Nikita Petrovich Panin. (1892) （页面存档备份，存于） (Материалы для жизнеописания графа Никиты Петровича Панина) at Runivers.ru in DjVu and PDF formats